# (17612) Cavalierblanc
(17612) Cavalierblanc, désignation internationale (17612) Whiteknight, est un astéroïde de la ceinture principale.

## Description
(17612) Cavalierblanc est un astéroïde de la ceinture principale. Il fut découvert par Naoto Satō et Takeshi Urata le 20 octobre 1995 à Chichibu. Il présente une orbite caractérisée par un demi-grand axe de 3,078 UA, une excentricité de 0,172 et une inclinaison de 8,411° par rapport à l'écliptique.
Il fut nommé en hommage au personnage du Cavalier blanc de Lewis Carroll dans le roman De l'autre côté du miroir.

## Compléments